# Forte Preara
Forte Preara, conosciuto anche con il nome di forte Montorio e chiamato originariamente Werk John, è una fortificazione posta a est di Verona, parte del complesso sistema difensivo cittadino e più in particolare del secondo campo trincerato, messo in opera tra 1859 e 1866. La struttura fortificata fu realizzata tra 1859 e 1860 e i lavori furono diretti dall’Imperiale Regio Ufficio delle Fortificazioni di Verona.
Il forte è intitolato al barone Franz von John, cavaliere dell'Ordine di Maria Teresa, per le azioni nelle battaglie di Goito e di Volta Mantovana. Nel 1866 divenne inoltre capo di Stato Maggiore nell'Armata dell'arciduca Alberto.

## Descrizione
Si tratta di un piccolo forte a tracciato poligonale, posto su un'altura a settentrione del castello di Montorio, sul crinale che separa la Valpantena dalla Valle di Mizzole; il forte faceva sistema direttamente con la batteria del vicino castello e stabiliva l'estremo caposaldo, sulla sinistra d'Adige, del grande campo trincerato. Il settore principale delle sue artiglierie, a cielo aperto, batteva verso settentrione la dorsale collinare al fine di interdire manovre di penetrazione e aggiramento, incrociando il fuoco anche con le torri Massimiliane schierate sul crinale contrapposto di Monte Gaina. Con le artiglierie in casamatta del fronte orientale batteva invece di fianco lo sbocco della Valle di Montorio-Mizzole. Due pezzi, dal fronte sud, chiudevano l'intervallo verso il castello. Infine, dal fronte di gola, altri due pezzi d'artiglieria battevano di fianco lo sbocco della Valpantena, in concorso con il puntone orientale di castel San Felice e con le torri Massimiliane.

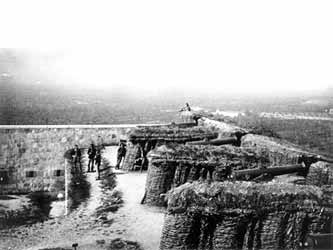
La postazione principale del forte in una fotografia della seconda metà dell'Ottocento

La strada militare di crinale, proveniente dal castello di Montorio, sale al forte raggiungendone il fronte di gola, a occidente, sotto il tiro della caponiera squadrata. Dal portale, con l'antistante fossato, si accede al piazzale interno attraverso il recinto di sicurezza, a settore circolare, provvisto di feritoie per fucilieri.
La forma irregolare del forte è tipica della fortificazione di montagna: essa si adatta longitudinalmente al crinale. Nell'impianto planimetrico si distinguono due parti principali: il fronte terrapienato, col fossato asciutto che lo separa dalla dorsale antistante; a esso si innesta perpendicolarmente, affacciato alla Valle di Mizzole, il corpo casamattato rettilineo, a un piano, che forma il fronte orientale del forte. Un recinto, con feritoie e cannoniere, delimita il piazzale interno, sporgendo ad angolo saliente sul fronte di gola; questo è munito sul vertice di una caponiera casamattata per fucilieri. Alla batteria settentrionale, a cielo aperto, si accedeva per mezzo della rampa a lieve pendenza che saliva dal cortile; sotto il terrapieno delle medesime postazioni, a destra, è disposta la polveriera a prova di bomba. Al centro è inserita la poterna di comunicazione con la caponiera e con le annesse brevi gallerie laterali, entrambe per fucilieri, che difendevano il fossato, tagliato nel vivo del monte. Scarpa e controscarpa sono rivestite con muro aderente; la sommità della dorsale antistante è modellata nella forma geometrica dello spalto per il tiro radente delle artiglierie. I ricoveri per la guarnigione e per le varie attività del presidio, sono sistemati nel corpo casamattato orientale, ordinato anche per il combattimento d'artiglieria. Sull'angolo meridionale sporge una grande caponiera con funzione di fiancheggiamento e di combattimento, essendo dotata sul fronte arrotondato di due cannoniere, dirette verso la valle e il Castello di Montorio. Accanto alla poterna del fronte nord, in simmetria con la polveriera, è inserito sotto il terrapieno il magazzino per le riserve alimentari, mentre nel cortile è interrata una grande cisterna per la raccolta dell'acqua piovana.

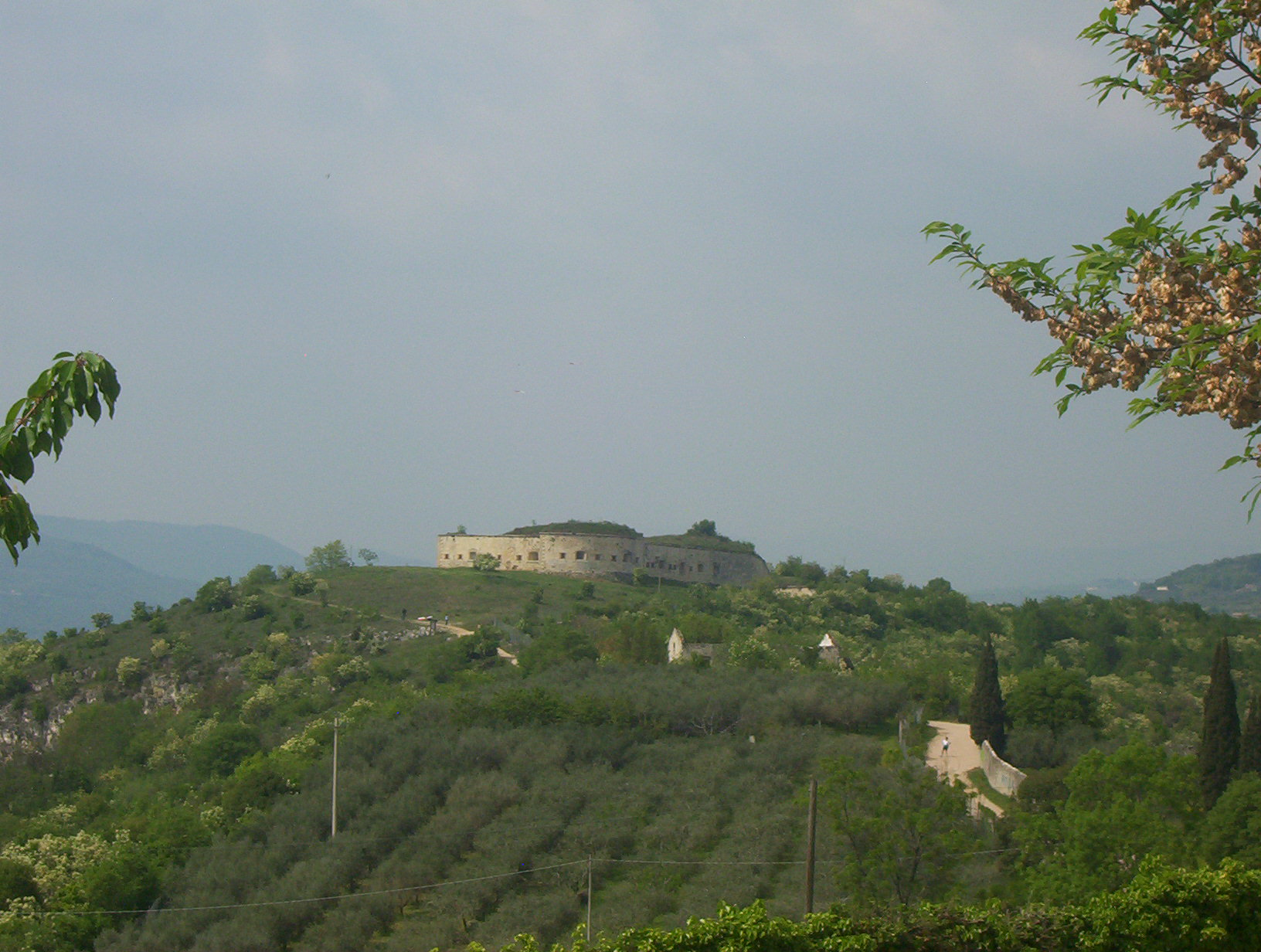
Forte Preara visto dal castello di Montorio

Anche se il forte Preara non raggiunge l'eccellenza tecnica e artistica del forte San Mattia, in analoga situazione d'impianto, il suo inserimento nel paesaggio montano e la sua relazione prospettica col castello medievale di Montorio (e un tempo anche con le torri Massimiliane) istituiscono speciali motivi di suggestione storica e architettonica.

## Armamento
L'armamento della fortificazione consisteva in:
- 3 cannoni ad anima rigata da 9 cm a retrocarica
- 8 cannoni di diverso calibro ad anima liscia

Riserve di munizioni: circa 46 barili di polveri da 112 kg cadauno.

## Presidio di guerra
Il presidio in caso di guerra della fortificazione consisteva in:
- 120 fanti
- 20 artiglieri

Era inoltre possibile disporre un presidio di emergenza di 120 uomini.